# The Whimsical Threads of Destiny
The Whimsical Threads of Destiny è un cortometraggio muto del 1913 diretto da Frederick A. Thomson (come Frederick Thompson).

## Produzione
Il film fu prodotto dalla Vitagraph Company of America.

## Distribuzione
Distribuito dalla General Film Company, il film - un cortometraggio in due bobine - uscì nelle sale cinematografiche statunitensi il 22 novembre 1913.